# Acanthurus chirurgus
Acanthurus chirurgus (Bloch, 1787) è un pesce osseo marino appartenente alla famiglia Acanthuridae.

## Distribuzione e habitat
Questa specie è diffusa nelle zone tropicali dell'oceano Atlantico occidentale tra il Massachusetts e lo stato brasiliano di San Paolo ma è comune solo nelle regioni tropicali di questo oceano e nei bacini ad esso collegati come il mar dei Caraibi. È frequente anche alle Bermuda mentre è raro nel golfo del Messico. Nell'Atlantico orientale è segnalato in Senegal. Esiste una segnalazione nel mar Mediterraneo all'isola d'Elba, probabilmente in seguito al rilascio da un acquario
Questa specie vive nei pressi delle  barriere coralline o di fondi duri di altro tipo a bassa profondità, soprattutto dove vi sia presenza di sabbia e di spugne. I giovanili vivono in acque basse e trovano rifugio fra la vegetazione marina e le  mangrovie.
Si può trovare fra i 2 e i 25 metri di fondale, comunemente non oltre i 15 metri.

## Descrizione
Questa specie, come gli altri Acanthurus, ha corpo ovale, compresso lateralmente. La bocca è piccola, posta su un muso sporgente; sul peduncolo caudale, particolarmente sottile, è presente una spina mobile molto tagliente. La pinna dorsale è unica e piuttosto lunga, di altezza uniforme. La pinna anale è simile ma più corta. La pinna caudale ha una leggera intaccatura centrale. Le scaglie sono molto piccole. La livrea dell'adulto è variabile, la tinta di fondo va dal bruno scuro al grigio chiaro. Sui fianchi sono sempre presenti 10 barre verticali di colore più scuro. La spina sul peduncolo caudale è bordata di blu vivo.
È riportata la taglia massima di 39 cm, la taglia media si aggira sui 35 cm e il peso massimo noto è di 5,1 kg.

## Biologia
Diurno. Può vivere fino a 30 anni.

### Comportamento
Forma banchi non molto coesi. I giovani si comportano da pesci pulitori; assieme a quelli di Acanthurus coeruleus e ad Abudefduf saxatilis, ripuliscono dai parassiti soprattutto le tartarughe verdi.

### Alimentazione
Si nutre soprattutto di alghe, fanerogame marine del genere Thalassia e detrito organico. Bruca le alghe sui fondi duri o le assume assieme alla sabbia, ingerendone una grande quantità. Nello stomaco sono stati trovati anche resti di spugne.

### Riproduzione
Le larve sono pelagiche e si spostano sul fondale a un'età di 45/71 giorni a una lunghezza di 26,9 millimetri; dapprima si stanziano nelle lagune e in altri ambienti riparati per trasferirsi nella parte esterna della barriera da adulti. La maturità sessuale viene raggiunta a partire da una lunghezza di 17 cm.

### Predatori
La letteratura scientifica riporta casi di predazione da parte del tonno pinna gialla.

## Pesca
È oggetto di intensa pesca per il consumo nei Caraibi (Haiti e Giamaica). Si cattura con reti da posta, nasse e con il fucile subacqueo.

## Acquariofilia
Si trova sul mercato dei pesci d'acquario.

## Conservazione
È l'Acanthurus più comune nell'Atlantico occidentale. È abbondante in gran parte dell'areale e le popolazioni sono stabili sebbene le maggiori densità si raggiungono laddove non viene pescato o lo è in maniera non intensa. Non sembrano sussistere preoccupazioni per lo status della specie, per questo la Lista rossa IUCN lo classifica come "a rischio minimo".